# یوهان ولفگانگ فون گوته
یوهان ولفگانگ فون گوته (به آلمانی: Johann Wolfgang von Goethe) (زادهٔ ۲۸ اوت ۱۷۴۹ در فرانکفورت – درگذشتهٔ ۲۲ مارس ۱۸۳۲ در وایمار) شاعر، ادیب، نویسنده، نقاش، محقق، انسان‌شناس، فیلسوف و سیاست‌مدار آلمانی بود. او یکی از کلیدهای اصلی ادبیات آلمانی و جنبش وایمار کلاسیک و همچنین رمانتیسیسم به‌شمار می‌رود.
وی یکی از مردان بزرگ فرهنگی قرون ۱۸ و ۱۹ اروپا و یکی از افراد برجستهٔ ادبیات جهان محسوب می‌شود.
خانه یوهان ولفگانگ فون گوته در مجموعه سنت‌گرایی وایمار قرار دارد.

## زندگی
پدر گوته، یوهان کاسپار گوته (۱۷۱۰–۱۷۸۲) همراه با خانواده‌اش در یک خانهٔ بزرگ در فرانکفورت زندگی می‌کرد، که آن زمان قسمتی از امپراتوری مقدس روم بود. مادر گوته نیز «کاترینا الیزابت گوته» (تِکستور سابق) از خانواده‌های سرشناس فرانکفورتی بود.
یوهان ولفگانگ در کنار پدر و معلم خصوصی‌اش بسیاری از معلومات را، از جمله زبان‌های لاتین، یونانی، فرانسوی، انگلیسی و عبری فرا گرفت.
او بین سال‌های ۱۷۶۵-۱۷۶۸ در لایپزیگ به تحصیل حقوق پرداخت و در آنجا به اشعار کریستیان فورشتگت گلرت علاقه پیدا کرد. پس از سال ۱۷۶۸، گوته به زادگاهش بازگشت و مدتی نیز در دارمشتات بود.
گوته پس از این که تعدادی از آثار بزرگش را به پایان رساند، سال ۱۷۷۵ به وایمار رفت و در آن‌جا بین سال‌های ۱۷۷۶-۱۷۸۶ (حدود ۱۰ سال) وزیر حکومت شد. سپس او تا سال ۱۷۸۸ به ایتالیا رفت و در آنجا به تحصیل هنر و مجسمه‌سازی باستانی پرداخت.
او خود را با کارهای میکل آنژ و رافائل مشغول کرد.
سال ۱۷۸۸، گوته به وایمار بازگشت و تقریباً باقی عمرش را در آن‌جا گذرانید، هرچند که زندگی او در آن‌جا با جنگ‌های ناپلئونی روبه‌رو شد. گوته در وایمار شیفتهٔ اشعار حافظ شد. وی علاقه ویژه‌ای نیز به شهر ایلمناو در نزدیکی وایمار داشته‌است. در کوه کیکلهان در نزدیکی شهر ایلمانو کلبه‌ای از وی به یادگار مانده‌است.

## درگذشت
گوته در سال ۱۸۳۲ بر اثر نارسایی قلبی در شهر وایمار درگذشت و در همان‌جا به خاک سپرده شد.
گفته می‌شود آخرین گفتهٔ شاعر پیش از مرگش، نور بیشتر (آلمانی: Mehr Licht) بود.

## آثار
گوته علاقه زیادی به نوشته‌ها و آثار شاعران ایرانی و فارسی داشت و شدیداً تحت تأثیر حافظ بود.
مهم‌ترین آثار گوته عبارت هستند از:
- اگمونت - (۱۷۸۸)، ترجمه محمدباقر هوشیار، تهران، بنگاه ترجمه و نشر کتاب، چاپ اول ۱۳۳۵، چاپ چهارم ۱۳۵۷.
- نغمه‌های رومی - (۱۷۹۰)
- فاوست - (۱۸۳۲ / ۱۸۰۸)، مترجمان حسین کسمایی (بی تا)، اسدالله مبشری (۱۳۴۲)، حسن شهباز (۱۳۶۳)، م.ا. به آذین (۱۳۷۶)، سعید جوزی (۱۳۹۶)، محمود حدادی (۱۳۹۷).
- خویشاوندی‌های اختیاری - (۱۸۰۹)، ترجمه سعید پیرمرادی، نشر چشمه ۱۳۹۶.
- سفرنامه ایتالیا - (۱۸۱۷)
- دیوان غربی-شرقی - (۱۸۱۹) (تقدیم به حافظ شیرازی)، شجاع‌الدین شفا (۱۳۲۸)، محمود حدادی (۱۳۸۹).
- ورتر یارنج‌های ورتر جوان - یا غم های ورتر جوان، مترجمان محمد صفارزاده (۱۳۰۳)، ابوذر آهنگر (1380 نشر نادی) ، نصرالله فلسفی (۱۳۰۶)، عنایت الله شکیباپور (۱۳۳۳)، فریده مهدوی دامغانی (۱۳۸۱)، محمود حدادی (۱۳۸۶).
- ایفی ژنی، ترجمه محمد سعیدی، تهران، صفی علیشاه، ۱۳۰۶.

از آثار او در زمینه علوم طبیعی: تئوری رنگ‌ها - (۱۸۱۰) و تغییر حال گیاهان
- هرمان و دوروته‌آ، ترجمۀ محمود حدادی، نشر گویا ، (۱۳۹۸).
- تفنن و سرگرمی‌های مهاجران آلمانی، ترجمۀ سعید پیرمرادی، نشر چشمه، ۱۳۹۴.
- پنج اثر: دو نمایش‌نامه، یک دیالوگ جمعی، دو افسانه، ترجمۀ سعید پیرمرادی، نشر چشمه، ۱۳۹۷.

## بررسی اجمالی آثار
مهمترین آثار گوته قبل از رفتن او به وایمر در سال ۱۷۷۳ به نام گتس فون برلیشینگن (Götz von Berlichingen) نوشته شد که باعث شد گوته در معرض توجه قرار بگیرد.
رمان رنج‌های ورتر جوان در سال ۱۷۷۴ نوشته شد که شهرت زیادی بدین وسیله کسب کرد. در واقع این رمان را می‌توان برای اولین بار پر فروش‌ترین کتاب جهان نامید و مانند جرقه‌ای در آثار ادبی به‌شمار می‌آید. در طول سالیانی که گوته در وایمر بود و قبل از اینکه با شیلر آشنا شود او کارآموزی ویلهلم میستر را شروع کرد و چندین نمایشنامه نوشت.

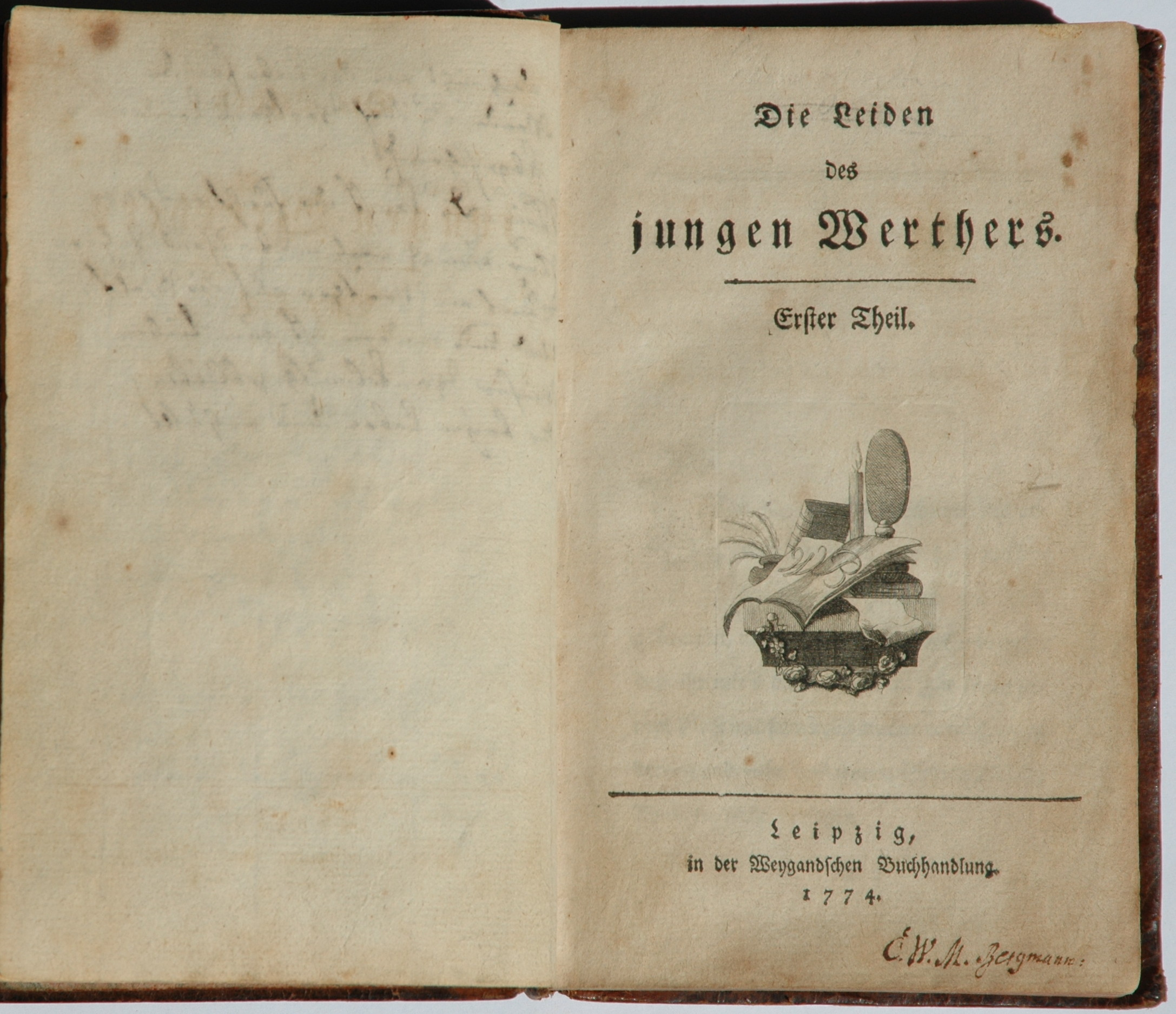
اولین ویرایش از کتاب رنج‌های ورتر جوان

آلفرد روزنبرگ (ایده‌پرداز اولیه نازیسم) نظرات خود را مرهون و برگرفته از آموزه‌های گوته می‌داند و او را «جوهر روح خود» نامیده‌است.

## گوته و زبان عربی
در اوایل سال ۲۰۲۰ میلادی دست نوشته‌هایی از یوهان گوته توسط تیم تحقیقات «فطرس مدیا» پیدا شد که نشان می‌داد گوته سعی در یادگیری رسم‌الخط عربی دارد. جمله «علی ولی‌الله» در این مشق‌ها بسیار تکرار شده بود. این دست خط‌ها بعد از دو قرن در منزل وی در وایمار موجود است. گواه این مطلب نگاشته کامل «علی ولی‌الله» در برگه ای جدا به شکلی بزرگ است که با نقش و نگاره‌ها تزیین شده‌است.